# 北海道道468号清水谷足寄線

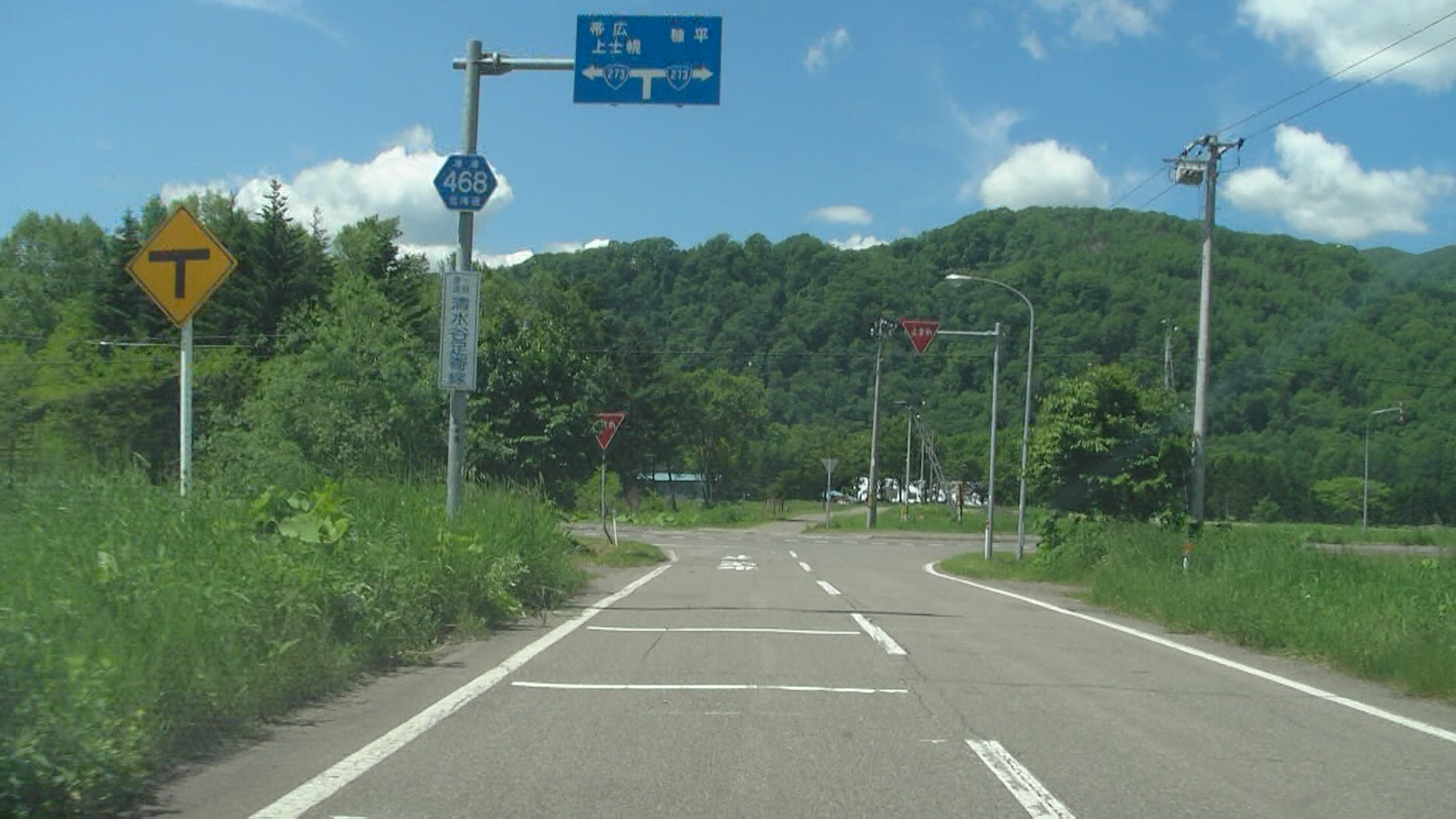
上士幌町国道273号交点

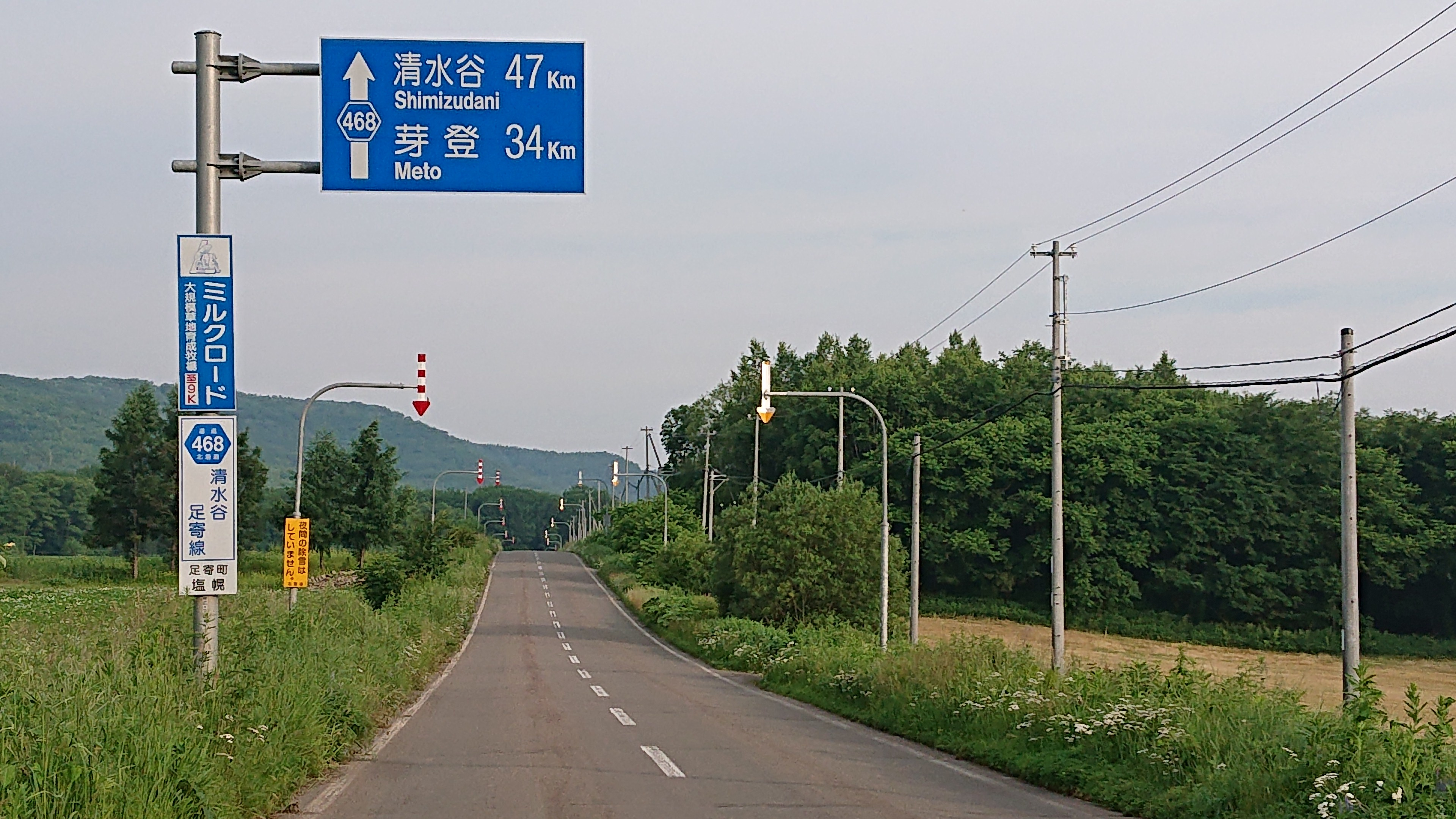
足寄町塩幌

北海道道468号清水谷足寄線（ほっかいどうどう468ごう しみずだにあしょろせん）は、北海道河東郡上士幌町と足寄郡足寄町を結ぶ一般道道である。

## 路線概要
- 起点：北海道河東郡上士幌町上士幌清水谷（国道273号交点）
- 終点：北海道足寄郡足寄町上利別塩幌（国道242号交点）
- 総延長：47.082 km
- 実延長：41.395 km
- 重用延長：5.687 km

### 道路管理者
- 十勝総合振興局 帯広建設管理部 事業課
- 十勝総合振興局 帯広建設管理部 足寄出張所

## 歴史
- 1963年（昭和38年）10月23日 - 路線認定[1]。

## 路線状況

### 重複区間
- 北海道道88号本別留辺蘂線（足寄町芽登本町 - 足寄町喜登牛）

## 地理

### 通過する自治体
- 十勝総合振興局
  - 河東郡上士幌町
  - 足寄郡足寄町

### 交差する道路
上士幌町
- 国道273号 - 上士幌清水谷（起点）

足寄町
- 北海道道88号本別留辺蘂線 - 芽登本町、喜登牛（重複区間）
- 北海道道663号植坂足寄停車場線 - 茂喜登牛
- 国道242号 - 上利別塩幌（終点）

## その他
- 起点から北海道道88号交点の間に1車線区間が2箇所あり、待避所が設けられている。